# Взрив в Химически комбинат „Девня“
Взривът в Химически комбинат „Девня“ е тежка промишлена авария на 1 ноември 1986 година в Завода за винилхлорид и поливинилхлорид на Химическия комбинат „Девня“ в Девня, България.
Взривът е резултат от пожар и довежда до смъртта на 20 души. Последвалото разследване показва, че причина за аварията е силно корозирало и амортизирано оборудване на завода, въпреки че той е открит само няколко години преди това, през 1980 година.